# Magnus Edstrand
Magnus Edstrand, döpt 28 oktober 1696 i Östra Eds socken, död 5 februari 1767 i Hällestads socken, var en svensk präst.
Ett porträtt av Edstrand fanns i Hällestads kyrka, men förstördes i kyrkans brand 1893.

## Biografi
Edstrand döptes 28 oktober 1696 på Skillered i Östra Eds socken. Han var son till bonden Samuel Månsson och Karin Grelsdotter. Edstrand blev höstterminen [när?] student vid Uppsala universitet. Han blev 4 juni 1728 magister. Edstrand prästvigdes 30 december 1730 i Jönköping till huspredikant på Säby i Vist socken. Han blev 1734 rektor i Söderköping. År 1745 blev han kyrkoherde i Hällestads församling. Edstrand avled 5 februari 1767 i Hällestads socken och begravdes 12 februari samma år.
Edstrand var opponent vid 1748 års prästmöte.

### Familj
Edstrand gifte sig 1734 med Margareta Hammar (1705-1771). Hon var dotter till en brogare i Stockholms stad. De fick tillsammans barnen Catharina Margareta (född 1736), Olaus Magnus (1738-1781) och Christina (född 1741).